# Entemnotrochus
Entemnotrochus é um gênero de moluscos gastrópodes marinhos da família Pleurotomariidae, proposto por P. Fischer em 1885. Compreende duas espécies: 
- Entemnotrochus adansonianus (Crosse & P. Fischer, 1861), a espécie tipo, nativa da região do Caribe e norte da América do Sul, com concha de quase 20 centímetros.[1][2]

- Entemnotrochus rumphii (Schepman, 1879), também denominada Entemnotrochus urashima (Shikama & Oishi, 1977), a espécie com maior concha dentre todos os Pleurotomariidae, com dimensões superiores a 25 centímetros, nativa do oeste do oceano Pacífico.[2][1]

Ambas as espécies estiveram classificadas no gênero Pleurotomaria e diferem de outros Pleurotomariidae pelas fendas laterais serem mais longas do que as dos membros de outros gêneros.

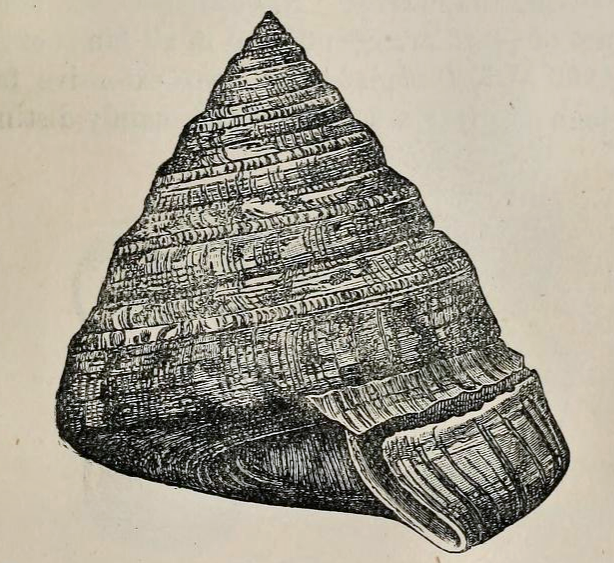
Desenho de E. adansonianus, espécie de espiral cônica mais angular do que em E. rumphii. Observe a longa fenda lateral, característica do gênero Entemnotrochus.